# Spondyloarthrite
Pour les articles homonymes, voir SPA.
 Mise en garde médicale
Les spondyloarthrites, désignées sous le sigle SpA, (anciennement appelées les spondylarthropathies) sont des rhumatismes inflammatoires partageant des caractéristiques communes comme des facteurs génétiques et l'atteinte privilégiée de l'enthèse.
Comme le nom l'indique (spondylos = vertèbre), l'atteinte la plus habituelle est la forme dite axiale (affectant le rachis, les sacro-iliaques, la paroi thoracique antérieure...) mais il existe aussi des formes périphériques, à type d'arthrite, d'oligoarthrite ou de polyarthrite (à différencier de la polyarthrite rhumatoïde).
Cette famille comprend la spondylarthrite ankylosante, les rhumatismes associés aux maladies inflammatoires chroniques intestinales (MICI) (dont la maladie de Crohn et la rectocolite hémorragique), le rhumatisme psoriasique, les arthrites réactionnelles, les spondylarthropathies juvéniles, le syndrome SAPHO. Les atteintes ne correspondant à aucune de ces maladies sont appelées spondylarthropathies indifférenciées. La bactérie  Ruminococcus gnavus aurait un rôle dans l'inflammation.

## Description
Le terme de spondyloarthrites regroupe cinq maladies rhumatismales caractérisées par des profils génétiques et des tableaux cliniques symptomatiques similaires :
- spondylarthrite ankylosante
- arthrite réactive (après une infection)
- arthrite psoriasique (associée au psoriasis)
- arthrite entéropathique (en cas de maladie de Crohn, de colite ulcéreuse, de maladie de Whipple et d'autres maladies chroniques de l'intestin)
- spondyloarthrite indifférenciée (formes de transition)

## Étiopathogénie
Il existe un terrain génétique favorisant, comme en témoigne l'existence de formes familiales. Ce terrain est variable en fonction des spondylarthropathies. Jusqu'à 90 % des personnes souffrant de spondylarthrite ankylosante possèdent l'antigène HLA B27 contre seulement 8 % de la population générale en France. En revanche, cet antigène n'est retrouvé que dans 20 à 30 % des patients dans le rhumatisme psoriasique.
On ne retrouve pas de facteur rhumatoïde ce qui fait parfois utiliser le terme obsolète de spondylarthropathies séronégatives.

## Épidémiologie
En 2014, les estimations de la prévalence des spondyloarthrites dans les populations caucasiennes varient de 0,30 à 1,90 %, celles de la spondylarthrite ankylosante de 0,10 à 1,60 % avec des chiffres souvent plus élevés dans le Nord de l’Europe et avec des extrêmes dans certaines ethnies[Lesquelles ?].